# Red Buttons
Red Buttons, pseudonimo di Aaron Chwatt (New York, 5 febbraio 1919 – Century City, 13 luglio 2006), è stato un attore e doppiatore statunitense.
Vinse il premio Oscar al miglior attore non protagonista nel 1958 per l'interpretazione dell'aviere scelto Joe Kelly in Sayonara.

## Biografia

### Primi anni
Red Buttons era figlio di una coppia di emigranti ebrei, Sophie Baker e Michael Chwatt. A 16 anni trovò un primo impiego nel mondo dello spettacolo come ragazzo delle consegne nella Ryan's Tavern a City Island, nel Bronx. La combinazione dei suoi capelli rossi e dei grandi e luccicanti bottoni dell'uniforme dei ragazzi delle consegne ispirarono il direttore d'orchestra Charles ''Dinty'' Moore a soprannominare Aaron Red Buttons, il nome d'arte che in seguito egli avrebbe usato per tutta la sua vita.
Nello stesso anno Buttons lavorò nella Borsche Belt; la sua spalla era Robert Alda. Mentre stava lavorando all'Irvington Hotel a South Fallsburg, a New York, il Cerimoniere divenne indisponibile, e chiese se qualcuno potesse rimpiazzarlo. Nel 1939, Buttons iniziò a lavorare per Minky's Burlesque; nel 1941 José Ferrer lo scelse per apparire nello show di Broadway The Admiral Had a Wife, una farsa ambientata a Pearl Harbor, che avrebbe dovuto debuttare l'8 dicembre 1941. Dopo l'attacco giapponese alla base statunitense, lo show fu considerato inappropriato e non andò mai in scena. In seguito, Buttons scherzerà dicendo che i giapponesi attaccarono Pearl Harbor per tenerlo lontano da Broadway.

### Carriera
Nel settembre del 1942 fece il suo esordio a Broadway in Vickie, insieme a José Ferrer e Uta Hagen. Sempre nello stesso anno apparve nello show di Minsky Wine, Women and Song, un classico del burlesque rimasto nella storia di New York poiché l'amministrazione del Sindaco Fiorello La Guardia lo fece chiudere. Buttons era sul palcoscenico quando lo show fu annullato.
Entrato nella United States Army Air Forces, nel 1943 apparve nello show di Broadway Winged Victory, insieme ad altre future star, fra cui Mario Lanza, Karl Malden, John Forsythe e Lee J. Cobb. L'anno successivo apparve nella versione cinematografica prodotta da Darryl F. Zanuck, dal titolo Vittoria alata, per la regia di George Cukor. Buttons si esibì anche in spettacoli di intrattenimento per le truppe nei teatri europei, nella stessa unità di Mickey Rooney.
Dopo la guerra continuò a interpretare show a Broadway e a lavorare con orchestre jazz. Nel 1952 gli venne affidato un varietà televisivo personale, The Red Buttons Show, che durò per tre anni ed ebbe grande successo di pubblico. Nel 1953 registrò una hit di due singoli con Strange Things Are Appening/The Ho Ho Song, con i due lati/canzoni quasi identiche.
Il suo ruolo drammatico nel film Sayonara (1958) di Joshua Logan diede una svolta alla sua carriera. Nella pellicola, interpretata da Marlon Brando, Buttons impersonò Joe Kelly, un aviatore statunitense stanziato a Kōbe, in Giappone, durante la Guerra di Corea, che si sposa con Katsumi, una donna giapponese (interpretata da Miyoshi Umeki), ma al quale viene negato il permesso di portare la moglie negli Stati Uniti. L'intensa e toccante interpretazione di un uomo intenzionato a difendere dalle avversità la propria storia d'amore, impressionò pubblico e critica: Buttons vinse l'Oscar al miglior attore non protagonista e la Umeki ottenne il premio quale migliore attrice non protagonista.

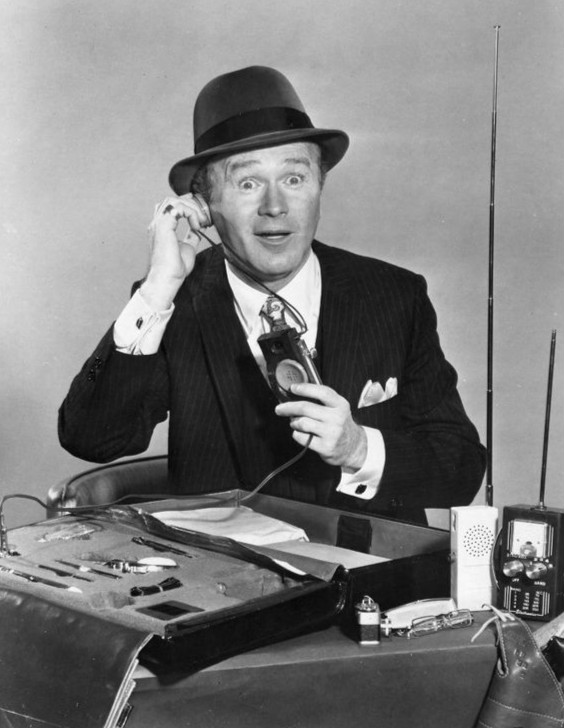
Red Buttons in La doppia vita di Henry Phyfe (1965)

Dopo la conquista della statuetta, Buttons interpretò ancora numerosi film di successo e di vario genere, fra cui gli avventurosi Hatari! (1962) di Howard Hawks, con John Wayne ed Elsa Martinelli, e Cinque settimane in pallone (1962) di Irwin Allen, l'epico Il giorno più lungo (1962) di registi vari, il biografico Jean Harlow, la donna che non sapeva amare (1965) di Gordon Douglas, con Carroll Baker, il dramma Non si uccidono così anche i cavalli? (1969) di Sydney Pollack, ambientato ai tempi della Grande depressione, il catastrofico L'avventura del Poseidon (1972) di Ronald Neame, la commedia disneyana per famiglie Elliott, il drago invisibile (1977) di Don Chaffey, il catastrofico Ormai non c'è più scampo (1980) di James Goldstone, con Paul Newman e William Holden, e le commedie Il boxeur e la ballerina (1978) di Stanley Donen e18 Again! (1988) di Paul Flaherty, con George Burns.
Nel 1962 prestò la voce al film d'animazione Musetta alla conquista di Parigi di Abe Levitow, e nel 1966 interpretò di nuovo una sua serie Tv, La doppia vita di Henry Phyfe, una parodia del cinema di spionaggio che però rimase in programma per una sola stagione. In seguito fece molte apparizioni speciali in televisione in serie come Undicesima ora, La casa nella prateria, It's Garry Shandling's Show, E.R. - Medici in prima linea e Pappa e ciccia. Il suo ultimo ruolo fu quello di un senzatetto nella serie della CBS California. Fu inoltre l'annunciatore degli spot pubblicitari sulla comunità di pensionati Century Village, Florida.
Buttons ha una stella sulla Hollywood Walk of Fame per la televisione, al 1651 di Vine Street.

### Vita privata
Nel 1947 Buttons sposò l'attrice Roxanne Arlen, ma questo matrimonio finì presto con il divorzio. Nel 1949 sposò Helayne McNorton, da cui divorziò nel 1963. Il suo ultimo matrimonio, con Alicia Prats, durò dal 1964 fino alla morte di lei, avvenuta nel 2001. Dalla terza moglie, Buttons ebbe due figli, Amy e Adam.

### Morte
Red Buttons morì a 87 anni per complicazioni dell'arterosclerosi il 13 luglio 2006, nella sua casa di Century City, a Los Angeles, assistito dai familiari. Dopo la cremazione, le sue ceneri furono affidate alla famiglia.

## Filmografia parziale

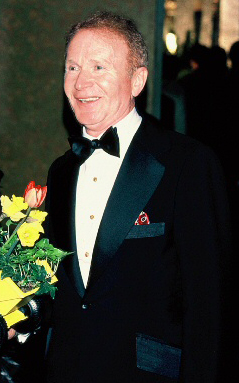
Red Buttons nel 1978

### Cinema
- Vittoria alata (Winged Victory), regia di George Cukor (1944)
- Il 13 non risponde (13 Rue Madeleine), regia di Henry Hathaway (1947)
- Sayonara, regia di Joshua Logan (1957)
- Il falso generale (Imitation General), regia di George Marshall (1958)
- Il grande circo (The Big Circus), regia di Joseph M. Newman (1959)
- Uno, due, tre! (One, Two, Three), regia di Billy Wilder (1961)
- Il giorno più lungo (The Longest Day), regia di Ken Annakin, Andrew Marton e Bernhard Wicki (1962)
- Hatari!, regia di Howard Hawks (1962)
- Cinque settimane in pallone (Five Weeks in a Balloon), regia di Irwin Allen (1962)
- Le astuzie della vedova (A Ticklish Affair), regia di George Sidney (1963)
- La tua voce e il tuo cuore (Your Cheatin' Heart), regia di Gene Nelson (1964)
- Jean Harlow, la donna che non sapeva amare (Harlow), regia di Gordon Douglas (1965)
- Il giorno dopo (Up from the Beach), regia di Robert Parrish (1965)
- I 9 di Dryfork City (Stagecoach), regia di Gordon Douglas (1966)
- Non si uccidono così anche i cavalli? (They Shoot Horses, Don't They?), regia di Sydney Pollack (1969)
- L'avventura del Poseidon (The Poseidon Adventure), regia di Ronald Neame (1972)
- Louis Armstrong (Louis Armstrong - Chicago Style), regia di Lee Philips (1976)
- Gable e Lombard: un grande amore (Gable and Lombard), regia di Sidney J. Furie (1976)
- Elliott, il drago invisibile (Pete's Dragon), regia di Don Chaffey (1977)
- Le strabilianti avventure di Superasso (Viva Knievel!), regia di Gordon Douglas (1977)
- Il boxeur e la ballerina (Movie Movie), regia di Stanley Donen (1978)
- C.H.O.M.P.S. Supercanerobot (C.H.O.M.P.S.), regia di Don Chaffey (1979)
- Telethon, regia di David Lowell Rich (1980)
- Ormai non c'è più scampo (When Time Ran Out...), regia di James Goldstone (1980)
- Alice in Wonderland, regia di Harry Harris (1985)
- Ritorno alla base (Reunion at Fairborough), regia di Herbert Wise (1985)
- L'ambulanza (The Ambulance), regia di Larry Cohen (1990)
- Può succedere anche a te (It Could Happen to You), regia di Andrew Bergman (1994)
- Storia di noi due (The Story of Us), regia di Rob Reiner (1999)

### Televisione
- General Electric Theater – serie TV, episodi 8x05-10x13 (1959-1961)
- The Greatest Show on Earth – serie TV, episodio 1x22 (1964)
- Ben Casey – serie TV, episodio 4x27 (1965)
- La doppia vita di Henry Phyfe (The Double Life of Henry Phyfe) – serie TV, 17 episodi (1966)
- The Danny Thomas Hour – serie TV, episodio 1x10 (1967)
- La casa nella prateria (Little House on the Prairie) – serie TV, episodio 1x19 (1975)
- Love Boat (The Love Boat) – serie TV, 3 episodi (1978-1983)
- Fantasilandia (Fantasy Island) – serie TV, 3 episodi (1978-1983)
- Off Your Rocker, regia di Morley Markson e Larry Pall (1982)
- E.R. - Medici in prima linea (ER) – serie TV, 5 episodi (1995-2005)
- Street Time – serie TV, 33 episodi (2002-2003)

### Doppiaggio
- Musetta alla conquista di Parigi (Gay Purr-ee), regia di Abe Levitow (1962)

## Riconoscimenti
- 1958 – Premio Oscar: Miglior attore non protagonista per Sayonara
- 1958 – Golden Globe: Miglior attore non protagonista per Sayonara
- 1958 – Laurel Awards: Miglior attore non protagonista per Sayonara
- 1959 – BAFTA Awards: Candidatura per il miglior attore debuttante per Sayonara
- 1959 – Laurel Awards: Candidatura per il miglior attore non protagonista per Il falso generale
- 1966 – Golden Globe: Candidatura per il miglior attore non protagonista per Jean Harlow, la donna che non sapeva amare
- 1970 – Golden Globe: Candidatura per il miglior attore non protagonista per Non si uccidono così anche i cavalli?
- 1978 – Saturn Award: Candidatura per il miglior attore non protagonista per Elliott, il drago invisibile
- 2005 – Primetime Emmy Awards: Candidatura per il miglior attore ospite in una serie drammatica per E.R. – Medici in prima linea (episodio Il ritorno di Ruby)

## Doppiatori italiani
Nelle versioni in italiano delle opere in cui ha recitato, Red Buttons è stato doppiato da:
- Bruno Persa in Sayonara, I 9 di Dryfork City
- Cesare Barbetti ne Il grande circo, Jean Harlow, la donna che non sapeva amare
- Carlo Romano ne Il falso generale
- Ferruccio Amendola e Paolo Cascianò ne Il giorno più lungo
- Sergio Tedesco in Hatari!
- Giuseppe Rinaldi in Cinque settimane in pallone
- Sergio Di Giulio ne La doppia vita di Henry Phyfe
- Luciano Melani in Non si uccidono così anche i cavalli?
- Sandro Iovino ne L'avventura del Poseidon
- Natalino Libralesso ne La casa nella prateria
- Silvio Spaccesi in Elliott, il drago invisibile
- Ettore Conti in E.R. - Medici in prima linea (st. 2)
- Valerio Ruggeri in E.R. - Medici in prima linea (ep. 11x19)
- Vittorio Battarra in Storia di noi due
- Dante Biagioni in Street Time

Da doppiatore è sostituito da:
- Oreste Lionello in Musetta alla conquista di Parigi